# Линдендорф
Линдендорф (њем. Lindendorf) општина је у њемачкој савезној држави Бранденбург. Једно је од 45 општинских средишта округа Меркиш-Одерланд. Према процјени из 2010. у општини је живјело 1.505 становника. Посједује регионалну шифру (AGS) 12064290.

## Географски и демографски подаци
Линдендорф се налази у савезној држави Бранденбург у округу Меркиш-Одерланд. Општина се налази на надморској висини од 44 метра. Површина општине износи 40,1 km². У самом мјесту је, према процјени из 2010. године, живјело 1.505 становника. Просјечна густина становништва износи 37 становника/km².

## Међународна сарадња
| Мјесто | Држава | Врста сарадње | Од    |
| ------ | ------ | ------------- | ----- |
|        | Пољска | партнерство   | 2000. |
|        | Пољска | партнерство   | 2000. |
|        | Пољска | партнерство   | 2000. |
| Извор  |        |               |       |